# Parvicardium exiguum
Parvicardium exiguum är en musselart som först beskrevs av Gmelin 1791.  Parvicardium exiguum ingår i släktet Parvicardium och familjen hjärtmusslor. Enligt den svenska rödlistan är arten otillräckligt studerad i Sverige. Arten förekommer i Götaland. Artens livsmiljö är havet. Inga underarter finns listade i Catalogue of Life.